# Colt M4
Das Colt M4 Carbine (Karabiner) ist ein kurzes und leichtes Sturmgewehr mit hoher Anpassbarkeit für unterschiedliche Gefechtssituationen. Entwickelt wurde es ab Ende der 1990er-Jahre vom US-amerikanischen Waffenhersteller Colt. Es gehört, wie die längeren M16-Gewehre, zur Gruppe der Waffen mit AR-15-System. Ursprünglich war das Modell für den Einsatz bei polizeilichen Spezialeinheiten und rückwärtigen Truppen der US-Armee gedacht, bei denen es die M9-Pistolen der Unteroffiziere und veraltete Maschinenpistolen ersetzen sollte. Jedoch wurde es ab den frühen 2000er-Jahren auch bei Soldaten im Fronteinsatz und militärischen Spezialeinheiten immer beliebter. Inzwischen hat es die meisten M16A2- und M16A4-Modelle aus dem Fronteinsatz bei der US-Armee und den US-Marines verdrängt. Das Modell steht wiederholt wegen vermeintlich mangelnder Funktionssicherheit in der Kritik. Die US-Armee wird das M16 und M4 durch das XM7 ablösen.

## Geschichte
Nachdem Colt 1964 die Rechte am AR-15 von der Firma ArmaLite übertragen bekommen hatte, versuchte die Firma mit einer auf dem System des AR-15 basierenden Modellreihe eigene Akzente zu setzen und die Angebotspalette um das M16-Gewehr zu erweitern. Colts eigene Serie bekam den Namen Colt Automatic Rifle 15 kurz CAR-15. Oft wird CAR-15 als Sammelbezeichnung für alle kurzen AR-15-artigen Waffen benutzt, da diese im Gegensatz zu den lMG von Colt erfolgreich waren. Das erste kurze CAR-15 war im Kern ein M16 mit von 20 auf 15 Zoll gekürztem Lauf, dessen Mündung direkt hinter dem Gasentnahmeblock lag. Da hier Mündung und Gasentnahme zu nah aneinander lagen, arbeitete das System der Waffe nicht zuverlässig. Diese Waffe hieß firmenintern Model 605 und erhielt als Model 605B als eines der ersten AR-15-Modelle einen 3-Schuss-Feuerstoß-Modus, der neben Sicher, Einzel- und Dauerfeuer ausgewählt werden konnte.
Bei folgenden Modellen wurde die Gasentnahmebohrung weiter nach hinten versetzt. Auf diese Weise konnten die Läufe noch stärker gekürzt werden. Das reguläre Modell 607 mit 10-Zoll-Lauf, das von Colt als Maschinenpistole unter dem Namen CAR-15 SMG vermarktet wurde, fand nur wenig Anklang. Im Gegensatz zu einer echten Maschinenpistole feuerte das Modell 607 immer noch die Mittelpatrone 5,56 × 45 mm, die in Kombination mit dem kurzen Lauf einen enormen Mündungsknall verursachte. Das Modell 607 hatte einen ausziehbaren Kolben, dessen Form dem M16A1 ähnelte. Erst das als Überlebensgewehr angebotene Modell 608 wurde in geringen Stückzahlen vom US-Militär gekauft und an Piloten ausgegeben, die sich damit im Falle eines Absturzes verteidigen sollten.

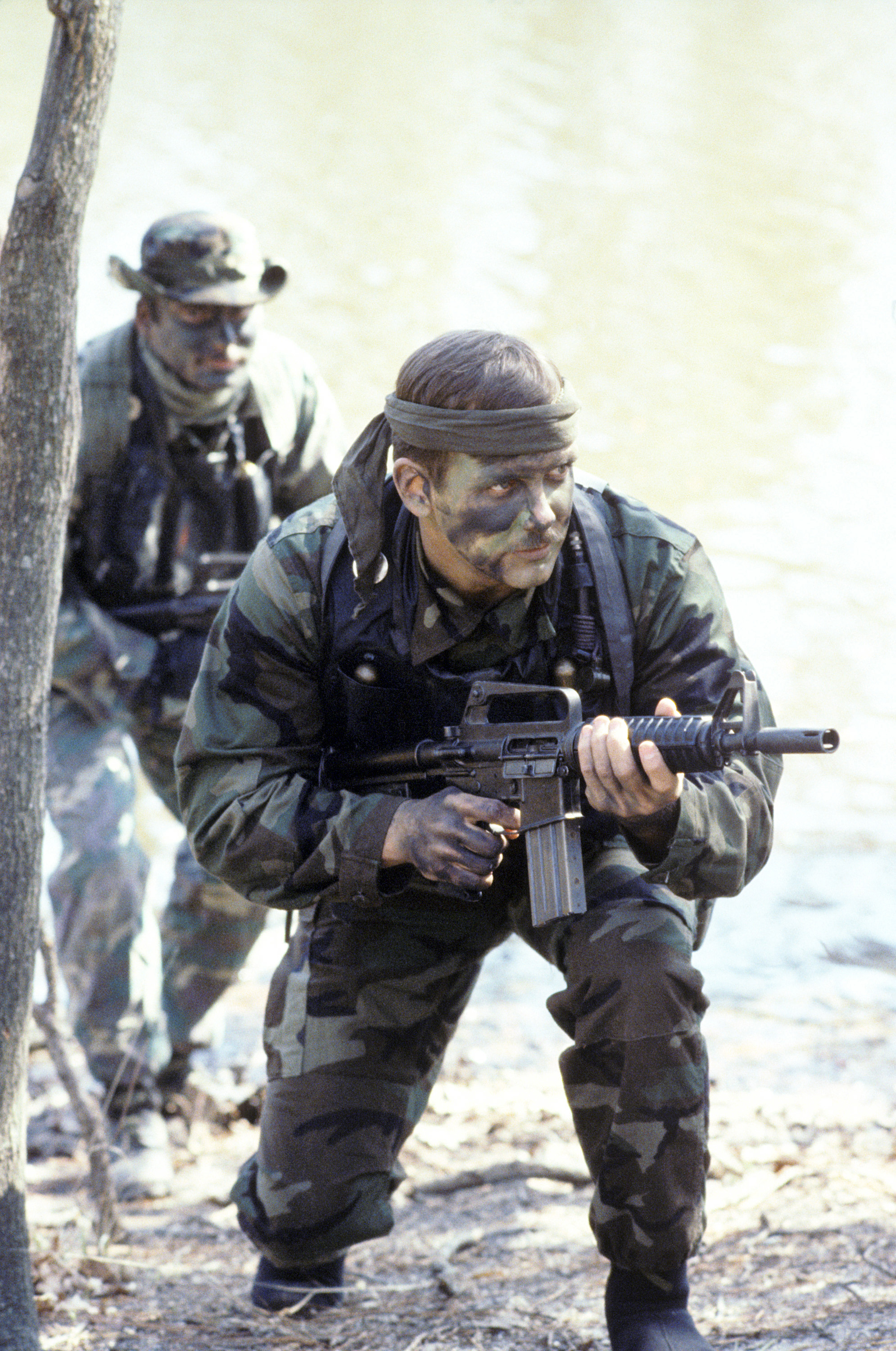
Navy SEAL mit XM177E1-SMG (1995)

Den Durchbruch schaffte 1966 das Modell 609, das von der US-Armee als XM177E1 an Fahrzeugbesatzungen und Spezialeinheiten ausgegeben wurde. Dieses Modell besaß einen stabileren runden gerippten Handschutz und einen ausziehbaren Kolben. Das wichtigste Merkmal ist jedoch der Moderator am Ende des ebenfalls zehn Zoll langen Laufes, der half, den Mündungsknall und das enorme Mündungsfeuer unter Kontrolle zu halten. Auch verzerrte er das Schussgeräusch, so dass das XM177E1 eher nach einer AK-47 als nach einem M16 klang. Diese immer noch als Maschinenpistole vermarktete Waffe erfreute sich besonders großer Beliebtheit beim MACV-SoG und anderen Spezialeinheiten der US-Streitkräfte im Vietnamkrieg. Jedoch galt sie als unzuverlässig und es wurde bemängelt, dass sich weder Granatgeräte noch Seitengewehre anbringen ließen. Die US-Luftwaffe orderte mit dem Modell 610 ein beinahe identisches Modell und führte dieses als GAU-5/A ein. Einziger Unterschied war, dass diese Version nicht über die mit dem M16A1 eingeführte Schließhilfe verfügte. XM177E1 und GAU5-A verfügten beide über eine ausziehbaren, aber nicht verstellbaren Kolben aus Aluminium mit oben angebrachter Gurtaufnahme.
Um das geforderte Granatgerät aufnehmen zu können, verlängerte Colt den Lauf des XM177E1 und schuf mit dem Modell 629 eine Waffe mit 11,5 Zoll langem Lauf, an dem ein Granatgerät Typ XM148 angebracht werden konnte. Die US-Armee führte dieses Modell als XM177E2 ein und die US-Luftwaffe das beinahe identische Modell 630 als GAU-5A/A, erneut ohne Schließhilfe. Ab diesem Schritt verwendete Colt den Begriff „Commando“ anstelle von „SMG“ für das Marketing der Waffen. Das XM177E2 erfreute sich besonders großer Beliebtheit bei den Soldaten des MAC-V-SoG und anderer Spezialeinheiten, welche die Kompaktheit in Kombination mit der großen Feuerkraft sehr zu schätzen wussten. Als Nachteil erwies sich jedoch, dass die Moderatoren sich nach einiger Zeit mit Pulverrückständen zusetzten, ihre Funktion verloren und nur schwer zu reinigen waren. Auch konnte am XM177E2 immer noch kein Seitengewehr aufgepflanzt werden.

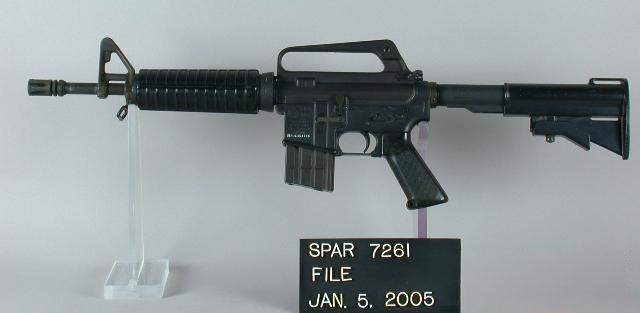
GAU-5A/A „Commando“
mit A2-Mündungsdämpfer

Nach Ende des Vietnamkrieges gingen die meisten XM177E1 und E2 an die US-Luftwaffe, welche diese neben ihren GAU-5A und GAU-5A/A einsetzte. Die verschlissenen Moderatoren wurden gegen die Mündungsfeuerdämpfer des M16A1 ausgetauscht, wodurch erneut Waffen mit einem enormen Mündungsfeuer entstanden. Die Lösung der US-Luftwaffe bestand darin, die ursprünglichen Läufe mit 10 und 11,5 Zoll Länge gegen neue Läufe mit 14,5 Zoll zu tauschen. Dabei bekamen diese gleichzeitig die 1:7-Drallsteigung für die neuen M855/SS-109-Nato-Geschosse. Die so entstandenen Waffen erhielten die Bezeichnung GUU-5/P. Es ist umstritten, warum 14,5 Zoll als neue Länge gewählt wurde. Wahrscheinlich ist unter anderem, dass sich so das M-9-Seitengewehr des M16A1 an den Waffen mit gekürztem Gassystem verwenden ließ. Als umrüstbare „SMG“- und „Commando“-Modelle ausgingen, lieferte Colt auch fertige Waffen in dieser Lauflänge, die Modelle 650, 651, 652, 653, und nannte diese „Carbine“. Durch die neuen längeren Läufe mit geradem Profil ließen sich jedoch keine Granatgeräte mehr anbringen. Später wurden jedoch viele GUU-5/P mit M4-Profil-Läufen mit „Step Cut“ nachgerüstet.
Da Colt die Entwicklung des M16A2 1984 von den US-Marines quasi aus der Hand genommen worden war, suchte die Firma nach neuen Produkten und Absatzmärkten. Sie konzentrierte sich dabei in erster Linie auf die nach dem Zusammenbruch der Sowjetunion in den Fokus gerückten polizeilichen Antiterror-Einheiten. Diese benötigten möglichst kurze Waffen, die für den Gebrauch in engen Räumen geeignet waren. Da durch die Verlängerung des Laufes auf 14,5 Zoll auch der enorme Mündungsknall wegfiel, wurde das Model 653 als Basis genommen und auf den Stand des M16A2 gebracht. So erhielt die Waffe das neue Visier mit horizontalem Entfernungsrad, den unten geschlossenen Mündungsfeuerdämpfer A2 und je nach Version auch einen Drei-Schuss-Feuerstoß. Die neuen Waffen wurden von Colt zwar als „M16A2 Carbine“ vermarktet, jedoch nie als solche bei der US-Armee eingeführt. Intern heißen diese Waffen Modell 723, 725, 726, 727 und 728. Sie erfreuten sich bei Spezialeinheiten großer Beliebtheit, und auch Spezialeinheiten der US-Armee verwendeten einige dieser Waffen während der Operation Gothic Serpent in Somalia, weswegen diese Modelle inoffiziell auch „Mogadishu Carbines“ genannt werden. Diese Waffen besaßen Kolben nach Form des XM177E1, aber anstelle von Aluminium wurde Kunststoff verwendet.
Als die US-Armee nach den Erfahrungen während der Invasion Panamas 1990 und der Schlacht von Mogadischu 1993 nach einer neuen Waffe für rückwärtige Truppen suchte, bot Colt eine verbesserte Version des Model 727 an, den Colt M4 Carbine. Dabei sollte mit der Zählung M4 an die Tradition des M1 Carbine aus dem Zweiten Weltkrieg angeknüpft werden. Da der M4 Carbine ebenfalls auf dem AR-15-System basierte, konnten die gleichen Magazine wie beim M16A2 verwendet werden, und einige Teile waren austauschbar. Jedoch bestand die US-Armee darauf, die Kompatibilität zwischen M16A2 und M4 weiter zu erhöhen. Da die Entwicklung der Colt-Waffen seit der Einführung des M16A2 in unterschiedliche Richtungen verlaufen war, konnte dem Wunsch aber nur bedingt nachgekommen werden. Vom M16A2 unterscheidet sich der M4 Carbine unter anderem durch eine andere Schließeinrichtung, spezielle Patronenzuführrampen und einen doppelten Hitzeschild im Handschutz.

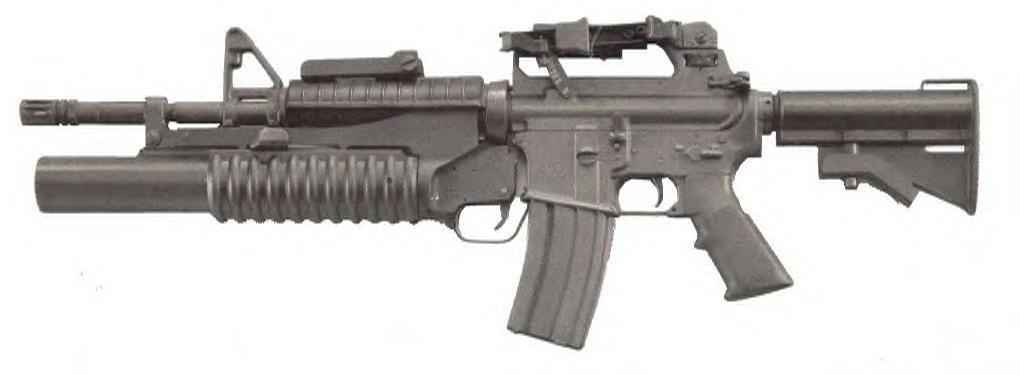
M4 Carbine (Model 777) mit 40-mm-Granatwerfer

Die US-Armee führte 1994 das Colt Modell 720 testweise als XM4 Carbine ein. Dieser hatte noch den festen Tragegriff des M16A2 und einen Drei-Schuss-Feuerstoß-Modus, wie von der US-Armee gefordert. Später wurde das fast identische Model 777 als US M4 Carbine 5.56mm offiziell eingeführt. Colt lieferte den US M4 Carbine an die US-Armee, produzierte und vertrieb jedoch parallel den Colt M4 Carbine für den polizeilichen und ausländischen Sektor, wo das Modell in weiteren Versionen unter anderem mit Dauerfeuer anstelle des Drei-Schuss-Feuerstoßes angeboten wurde. Dieser Fakt sorgt bis heute für viel Verwirrung und Unstimmigkeit.
Um ihre M4-Karabiner weiter vom M16A2-Gewehr abzugrenzen, arbeitete Colt mit Adapterschienen und entwickelte mit dem Model 920 eine Waffe, die anstelle des Tragegriffes eine MIL-STD 1930-Schiene auf dem Gehäuserücken trug. Damit schuf Colt eine der ersten massentauglichen modularen Handfeuerwaffen. Möglich wurde dies, da im Vergleich zu Waffen anderer Bauart beim AR-15-System der Lauf am oberen Verschlussgehäuse (englisch Upper Receiver) befestigt ist. Damit können an dieser Baugruppe Optiken abgebracht werden, ohne dass es zu Zielpunktverlagerungen beim Schießen oder Zerlegen der Waffe kommt. Bei Nichtverwendung einer Optik konnte eine mitgelieferte abnehmbare Variante des M16A2-Tragegriffes auf dem Gehäuserücken montiert werden. Da dieser durch die neue Schienenverbindung höher lag als der Tragegriff des M16A2, musste der Kornträger erhöht werden, der höhere Kornträger des M4 Carbine wurde mit einem F markiert. Das Modell 920 wurde wie das Model 777 unter der Bezeichnung US M4 Carbine 5.56mm bei der US-Armee eingeführt. Zudem führte das US SOCOM das Model 921 als US M4A1 5.56mm ein, dieses verfügte anstelle des Drei-Schuss-Feuerstoß-Modus über Dauerfeuer. Beide neuen Modelle bekamen zudem eine verbesserte verstellbare Schulterstütze mit unten angebrachter Gurtaufnahme, trotzdem werden bis heute noch viele M4 Carbine mit der alten Version geliefert.

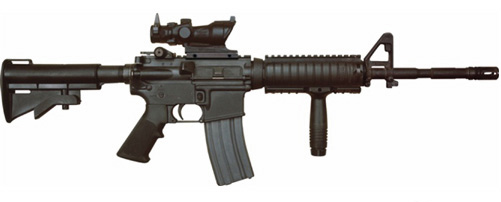
M4A1 mit ACOG TA01, KAC-Handschutz und Sturmgriff

Um die Modularität des M4 Carbine weiter zu erhöhen, führte das US SOCOM den sogenannten SOP-MOD Block I und später den SOP-MOD Block II ein, dieses Zubehörpaket fügte zur MIL-STD-1930-Schiene auf dem Waffengehäuse noch einen Handschutz der Knight’s Armament Company ein, der an vier Seiten jeweils eine weitere Zubehörschiene trug. Mitgeliefert wurden neben Optiken für den Tag- und Nachtkampf auch Laserlichtmodule, Sturmgriff, Granatgerät und Schutzplatten (Railcover), um die Schienen bei Nichtbenutzung zu schützen. Die Armee führte mit dem MWS (Modular Weapon System) ein ähnliches System mit anderem Zubehörumfang ein. Heute wird jedoch Waffenzubehör meist einzeln beschafft und nicht mehr in dieser Form zusammengefasst.

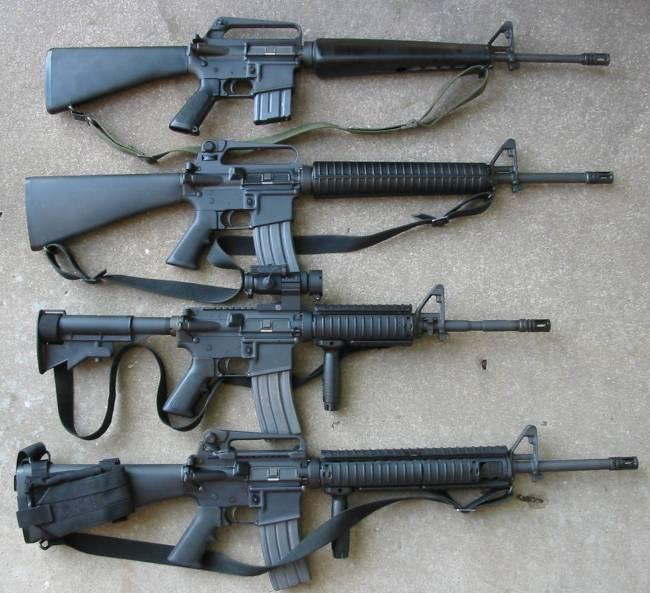
M16A1,
M16A2,
M4A1,
M16A4

Während des Krieges gegen den Terror ab 2001 verringerte sich die Kampfentfernung drastisch. Aus diesem Grund griffen viele US-Soldaten im Einsatz zum leichteren und handlicheren M4 Carbine, der im Häuserkampf sehr viel führiger als das M16A2 war. Zudem begann sich der M4A1 auch bei der US-Armee gegen den M4 Carbine mit Drei-Schuss-Feuerstoß durchzusetzen. Jedoch trat mit dieser Verschiebung eine neue Reihe an Problemen auf, da der M4A1 nicht für den dauerhaften Fronteinsatz konzipiert worden war. Dies führte, zusammen mit einer Phase der technischen Probleme in der Produktion von Colt, zu einer heiß geführten Kontroverse in Militär und Medien. Den Höhepunkt erreichten die Probleme, als es bei einem Einsatz des US SOCOM zur Waffensprengung eines M4A1 kam, mit dem über längere Zeit Dauerfeuer geschossen worden war. Dies führte dazu, dass das US SOCOM mit dem Model 921HB ein M4A1 mit einem schweren Lauf einführte, das in Fachkreisen meist M4A1 SOCOM oder M4A1HB (englisch Heavy Barrel) genannt wird.
Den Höhepunkt der Kontroverse bildete 2007 der „Extreme Dust Test III“, in dem der M4 Carbine sehr viel besser abschnitt als die anderen Gewehre der NATO-Länder. Am besten schnitten das HK 416, die FN Scar-L, Colt M4 und das Famas F1 ab. Das M4 war am besten in Dingen Reichweite, Zuverlässigkeit, Gewicht und Qualität. Auch der von Colt Defense verbaute Kompensator senkt Lärm sowie Rückstoß um 50 %. Obwohl das M4 kürzer als die anderen Gewehre war, punktete es in Sachen Reichweite und Präzision.
2009 kaufte die US-Armee die Rechte für den M4 Carbine von Colt und startete ein Vergabeverfahren für die Produktion der Waffe, das 2013 von FN USA gewonnen wurde, die den M4A1 seit diesem Zeitpunkt produziert. Der einzige Unterschied zum US M4 Carbine und US M4A1 von Colt besteht in einem anderen Logo, das die überlappenden Buchstaben FN in einem Oval abbildet.
|                | M16A1                    | Model 607                              | XM177E1 / GAU-5A                        | XM177E2 / GAU-5A/A                      | GUU-5/P                                 | Model 727 „Mogadishu Carbine“         | M4 Model 777                          | M4 Model 920                      | M4A1                              |
| -------------- | ------------------------ | -------------------------------------- | --------------------------------------- | --------------------------------------- | --------------------------------------- | ------------------------------------- | ------------------------------------- | --------------------------------- | --------------------------------- |
| Lauflänge      | 20 Zoll (508 mm)         | 10 Zoll (254 mm)                       | 10 Zoll (254 mm)                        | 11,5 Zoll (292 mm)                      | 14,5 Zoll (368 mm)                      | 14,5 Zoll (368 mm)                    | 14,5 M4-Profil (368 mm)               | 14,5 M4-Profil (368 mm)           | 14,5 M4-Profil (368 mm)           |
| Mündung        | A1-Mündungsdämpfer       | kleiner Moderator                      | Moderator                               | Moderator                               | A1-Mündungsdämpfer                      | A2-Mündungsdämpfer                    | A2-Mündungsdämpfer                    | A2-Mündungsdämpfer                | A2-Mündungsdämpfer                |
| Gehäuse        | A1                       | A0                                     | A1 / A0                                 | A1 / A0                                 | A0                                      | A2                                    | A2                                    | Flattop                           | Flattop                           |
| Handschutz     | Dreieckig kurz           | Rund und gerippt                       | Rund und gerippt                        | Rund und gerippt                        | Rund und gerippt                        | Rund und gerippt                      | Doppelter Hitzeschild                 | Doppelter Hitzeschild             | Doppelter Hitzeschild             |
| Schulterstütze | M16A1 Gurtaufnahme unten | Ausziehbar, Polymer Gurtaufnahme unten | Ausziehbar, Aluminium Gurtaufnahme oben | Ausziehbar, Aluminium Gurtaufnahme oben | Ausziehbar, Aluminium Gurtaufnahme oben | Ausziehbar, Polymer Gurtaufnahme oben | 4-Position, Polymer Gurtaufnahme oben | 6-Position, M4 Gurtaufnahme unten | 6-Position, M4 Gurtaufnahme unten |
| Abzugsgruppe 1 | S-F-A                    | S-F-A S-F-A-3 (Model 607b)             | S-F-A                                   | S-F-A                                   | S-F-A                                   | S-F-A                                 | S-F-3                                 | S-F-3                             | S-F-A                             |

## Funktion

Gasdrucklader mit direkter Gaseinleitung

Im Grunde arbeitet das M4 Carbine wie das M16 nach dem Prinzip eines direkten Gasdruckladers mit Drehkopfverschluss bei aufschießendem Verschluss. Jedoch hat das M4 – wie alle anderen AR-15-Modelle mit verkürztem Gassystem – eine erhöhte Ablaufgeschwindigkeit des Ladevorgangs. Dieser kommt dadurch zustande, dass das kürzere Gasrohr einen höheren und steiler ansteigenden Gasdruck in den Verschluss einleitet. Dadurch erhöht sich die Belastung der meisten beweglichen Teile, und die Kadenz steigt von 700 (M16A1) auf 850 Schuss pro Minute. Weil durch Korrosion an der Gasentnahmebohrung mehr Gas in den Verschluss geleitet wird, kann bei alten M4-Carbine-Modellen die Kadenz auf 950 steigen. Um bei der gestiegenen Kadenz weiterhin funktionssicher zu sein, sind im M4 Carbine zusätzliche Zuführrampen im oberen Waffengehäuse angebracht, die eine zuverlässigere Zuführung der Patronen vom Magazin ins Patronenlager ermöglichen. Zudem wurde die Schließfeder um einen Puffer mit zusätzlichen Gewichten erweitert. Diese drei freibeweglichen Stahl- und Wolframcarbidgewichte schlagen während der Verriegelungsphase des Verschlusses von hinten gegen diesen und verhindern so das kurzzeitige Entriegeln des Verschlusses durch ein Abprallen an der Patronenkammer. Zudem besitzen M4-Carbine-Modelle mit Drei-Schuss-Feuerstoß-Modus tiefere Aussparungen am Unterbrecher-Steuerzahnrad, die dem Unterbrecher mehr Zeit geben, ausreichend einzurasten.

## Zubehör
Der M4 Carbine ist eine der ersten Handfeuerwaffen, die auf ein modulares Zubehörsystem setzt. Zwar hatten zuvor bereits andere Waffen ähnliche Merkmale erhalten, das Diemaco C7 hatte als erstes Modell mit AR-15-System eine Zubehörschiene auf dem oberen Verschlussgehäuse, jedoch wurde der M4 Carbine als erste Waffe mit einem umfangreichen Zubehörsystem an die Soldaten ausgegeben und gilt somit als Vorreiter einer Infanteriewaffe mit modularem Zubehör. Bereits für das M16 gab es eine kleine Anzahl von Optiken für den Tag- und Nachtkampf, jedoch mussten diese in ein Loch im Tragegriff eingeschraubt werden und blockierten so die offene Visierung. Da diese Optiken in der hohen Luftfeuchtigkeit des vietnamesischen Dschungels häufig beschlugen, waren sie nicht sonderlich beliebt. Als Optik für das M16A2 erfreute sich das in den späten 1980er Jahren erschienene Advanced Combat Optical Gunsight (ACOG) der Firma Trijicon großer Beliebtheit. Dank seiner vierfachen Vergrößerung erlaubte es dem Schützen, weiter entfernte Ziele einfacher zu bekämpfen. Auf der Seite der Karabiner hingegen erfreuten sich Ende der 1990er Jahre die aufkommenden Reflexvisiere der schwedischen Firma Aimpoint großer Beliebtheit, so kam auf dem Colt Modell 727 „Mogadishu Carbine“ oft das Aimpoint 2000 zum Einsatz. Da diese ebenfalls die mechanische Visierung blockierten und man der neu aufkommenden Technik noch nicht recht traute, wurden oft spezielle Montagen in den Tragegriff eingeschraubt, die das Visier auf den Handschutz verlagerten, wo es zwischen Kimme und Korn in sogenannter Co-Witness stand. Auf diese Weise angebracht, erleichterte das Reflexvisier lediglich das Finden der offenen Visierung, die seitdem zum Zielen benutzt wurde.

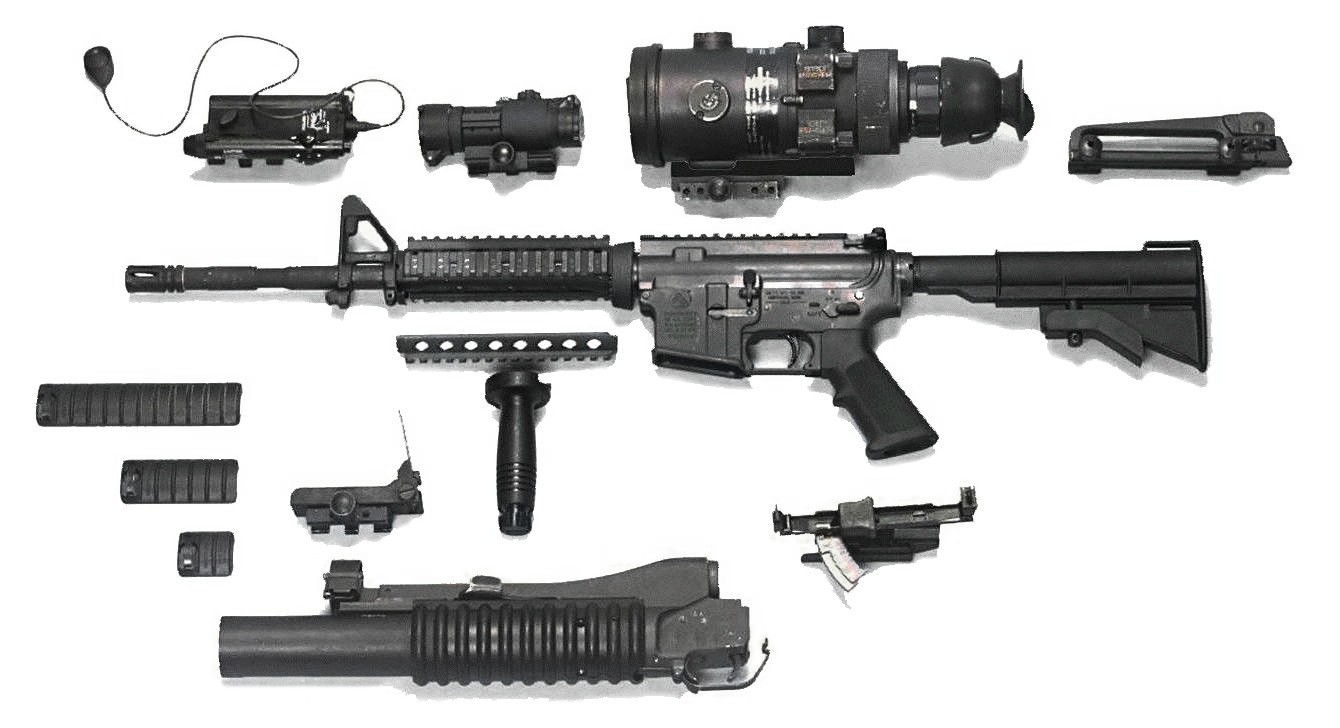
US ARMY MWS

Als der M4 Carbine von Model 777 auf Model 920 umgestellt wurde, erhielt er einen neuen Tragegriff, der entfernt werden konnte, um Optiken direkt auf dem Gehäuserücken anbringen zu können. Eine der ersten Optiken bei den US-Truppen war das Aimpoint Comp M2, das als M68 CCO (Close Combat Optic) offiziell eingeführt wurde. Auch polizeiliche Spezialeinheiten schätzten die neue Möglichkeit, setzten aber neben den Produkten der Firma Aimpoint auch auf das C-More Sight von C-More Systems. Später erschien auch eine Adapterschiene, die es ermöglichte, die für den Tragegriff des M16A2 entwickelten ACOG-Visiere auf der MIL-STD-1930-Schiene des M4 Carbine zu befestigen. Da dabei aber der Kornträger des M4 Carbine unscharf im Visier zu sehen war, war diese Kombination nicht sonderlich beliebt. Da man nach wie vor Angst vor einem Ausfall des batteriebetriebenen M68 CCO hatte, wurden sogenannte Springvisierungen eingeführt, die sich bei Bedarf hochklappen ließen.

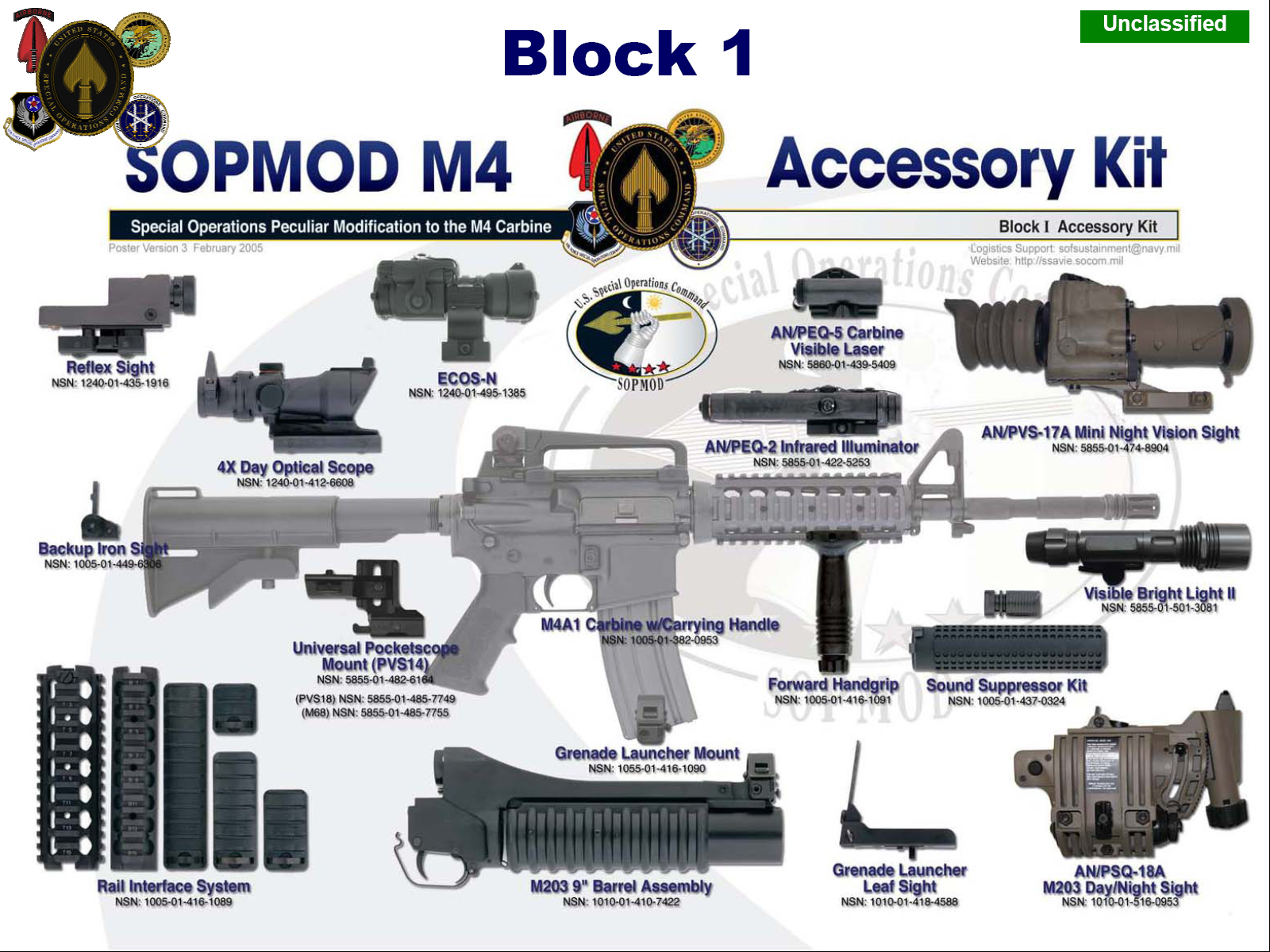
US SOCOM SOP-MOD Block I

Ein weiterer großer Schritt in Richtung Modularität wurde mit dem SOP-MOD Block I vollzogen. Dieses Zubehörpaket wurde vom US SOCOM entwickelt und enthielt festgelegtes Waffenzubehör. Um dieses aufnehmen zu können, enthielt der Block I einen neuen Handschutz für das M4A1 von der Firma Knight’s Armament Company. Dieser bot auf 12, 3, 6 und 9 Uhr je eine weitere MIL-STD-1930-Schiene. Zum Paket gehörten:
- M68 CCO, Reflexvisier mit geschlossenem Gehäuse.
- Trijicon RX01M4A1, Reflexvisier mit freistehender Scheibe.
- Trijicon ACOG T01NSN, für das M16A2 entwickelte Optik mit vierfacher Vergrößerung.
- AN/PVS-17A, kleines Nachtkampfvisier
- AN/PSQ-18A, Tag und Nachtkampfvisier
- klappbare Lochkimme
- AN/PEQ-4, kleines Laserlichtmodul
- AN/PEQ-15, Multifunktions-Laserlichtmodul
- Lampe
- Schalldämpfer der Firma Knight’s Armament Company, mit Schnellwechselsystem
- vertikaler langer Sturmgriff der Firma Knight’s Armament Company
- US M203, Unterlaufgranatgerät

Zudem wurden spezielle Abdeckungen für nicht benutzte MIL-STD-1930-Schienen ausgegeben, um diese bei Nichtbestückung vor Beschädigung zu schützen und eine angenehmere Führigkeit für den Schützen zu gewährleisten. Diese Platten imitieren im Design den alten runden gerippten Handschutz des M4 Carbine. Mit leicht reduziertem und geändertem Umfang wurde das System als MWS (Modular Weapon System) auch von der US-Armee eingeführt.

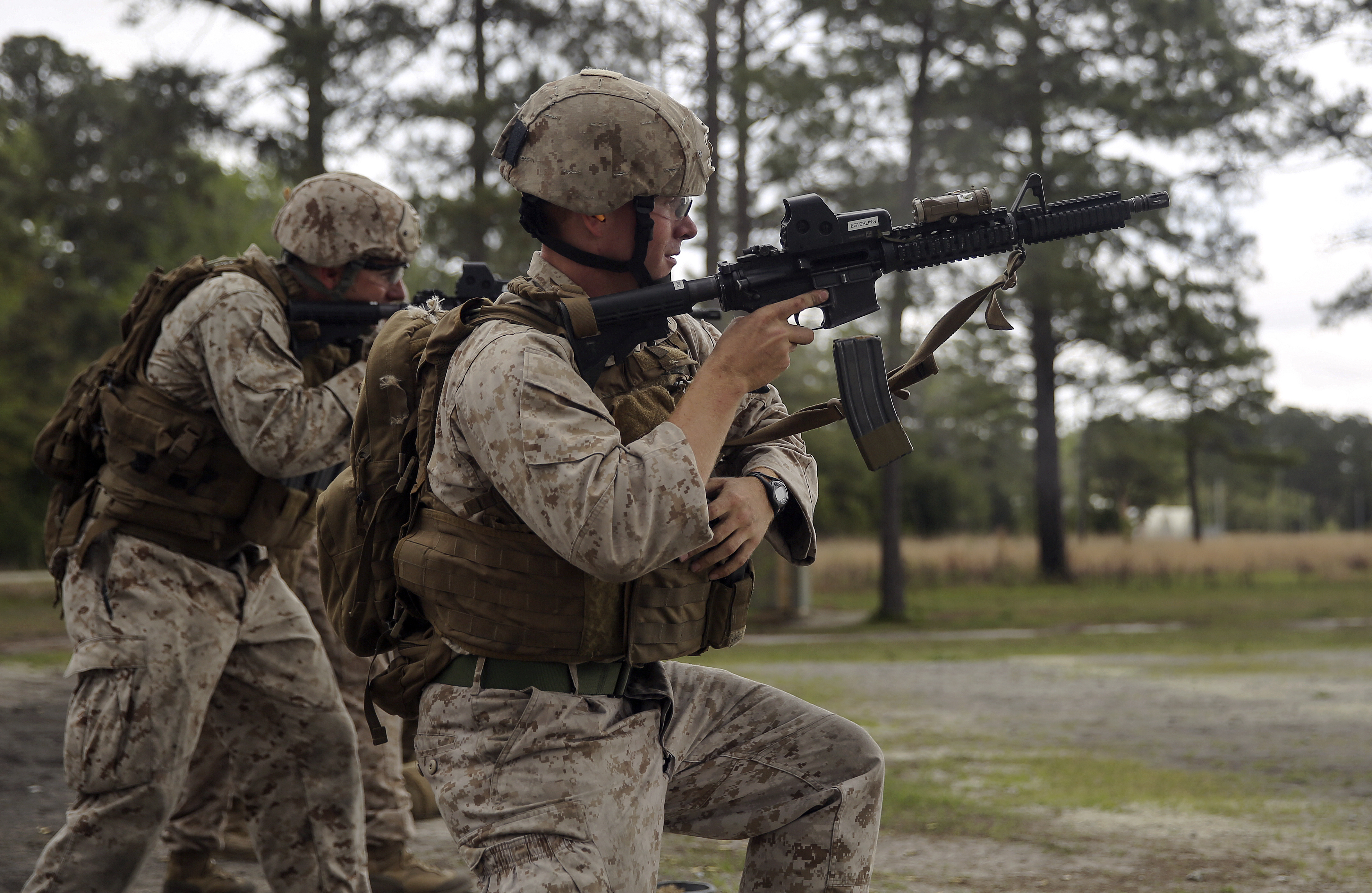
M4A1 mit holographischem Visier von EOTech

Ab dem Jahre 2006 und den folgenden Jahren wurde jedoch vermehrt Zubehör von den US-Soldaten privat beschafft und am M4 Carbine montiert. Herausstechend waren vor allem die neu aufgekommenen holografischen Visiere der Firma EOTech. Diese boten gegenüber den Reflexvisieren den Vorteil, dass das durch die Holografietechnik klarer erscheinende Absehen zusätzliche Haltepunkte für die Bekämpfung weit entfernter Ziele bot. Außerdem war die volle Präzision auch dann gewährleistet, wenn sich das Absehen am Rand der Optik befand. Zudem erfreute sich das Zubehör der US-Firma Magpul Industries steigender Beliebtheit, dessen angewinkelte oder verkürzte Sturmgriffe nach und nach das längliche Design von Knight’s Armament Company verdrängten. Auch die Polymer-Magazine von Magpul verdrängten immer stärker das originale Colt-Magazin aus Aluminiumblech.
Nach dem SOP-MOD Mod Block I führte das US SOCOM den Block II ein. Dieser bestand aus einem neuen Handschutz der Firma Daniel Defense. Dieser wird nicht wie der Handschutz der Knights Armament Company zwischen Kornträger und gefedertem Deltaring eingespannt, sondern der Kornträger des M4A1 wurde entfernt und durch einen flachen Gasentnahmeblock ersetzt. Auch der Deltaring wurde entfernt und der neue Handschutz an das vordere Waffengehäuse angeschraubt. Diese neue Art der Befestigung bietet einige Vorteile. Die MIL-STD-1930-Schiene sitzt sicherer und hält den Nullpunkt von Optiken und Lasermodulen besser; der Handschutz lässt den Lauf freier schwingen, was die Präzision der Waffe erhöht; das neue Design bietet eine ununterbrochene MIL-STD-1930-Schiene vom Gehäuserücken bis zum vorderen Ende und wird nicht mehr vom Deltaring unterbrochen. Dies ermöglicht das Anbringen von Visierkombinationen, bei denen eine Visierlupe oder ein Nachtsichtgerät vor die eigentliche Optik gesetzt werden kann. Da der Kornträger wegfällt, wird entweder die mit ausgegebene klappbare zweiteilige offene Visierung oder eine privat beschaffte angewinkelte Visierung verwendet. Da diese Visiere nicht dauerhaft in der Visierlinie stehen, kommt es zu weniger Irritation für den Schützen bei Verwendung von vergrößernden Optiken. Zudem wurde die Colt-Schulterstütze gegen eine Marineversion mit breiterer Wangenauflage ausgetauscht, in der Batterien für elektronisches Waffenzubehör verstaut werden können.
Der offizielle Umfang des SOP-MOD Block II enthält:
- BUIS II, zweiteilige klappbare mechanische Visierung
- EoTech 553, ein holografisches Visier
- Elcan SpecterDR 1–4×, ein Zielvisier mit vergrößerungsloser Nahkampfeinstellung
- Trijicon ACOG TA01 ECOS, ein 4×-Zielvisier mit aufgesetztem Reflexvisier (übergangsweise)
- AN/PVS-24, Nachtkampfvisier
- SU-232PAS, Wärmebildgerät
- LA-5/PEQ, Laserlichtmodul
- SU223/PVS, Lampe[3][9]

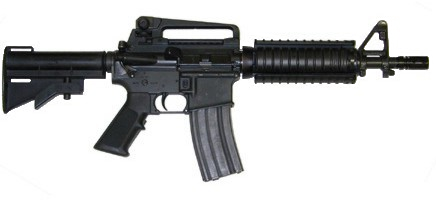
M4A1 mit aufgesetztem CQBR

Ein besonders erstaunliches Zubehörteil des SOP-MOD für das M4A1 war der Close Quarters Battle Receiver, kurz CQBR, in etwa „Beengte-Räume-Kampf-Waffengehäuse“. Dabei handelte es sich um ein komplettes oberes Waffengehäuse mit AR-15-System und 10,3 Zoll langem Lauf. Dieser sollte gegen das ursprüngliche obere Gehäuse des M4A1 ausgetauscht werden, um eine noch handlichere Waffe für den Kampf auf kurze Entfernung zu haben. So entstand erneut eine Waffe nach dem Muster der früheren Colt „Commandos“. Jedoch musste neben dem oberen Gehäuse auch der Puffer der Schließeinrichtung ausgetauscht werden, da der noch kürzere Lauf die Feuergeschwindigkeit auf bis zu 950 s/m anhob. Dadurch war ein schneller Wechsel nicht so gut möglich wie ursprünglich geplant. Auch gab es erneut Probleme mit dem Mündungsknall in geschlossenen Räumen. Jedoch stieß das Konzept einer so kurzen Waffe auf großes Interesse bei Spezialeinheiten und führte zur Entwicklung des Mk.18 Mod 0. Die korrekte Bezeichnung eines mit dem CQBR ausgerüsteten M4 Carbine lautet „M4 /w CQBR“ (M4 mit CQBR).

## Kultureller Einfluss
Ab den späten 1990er Jahren wurde das M4 stetig bekannter, da vor allem das öffentliche Interesse an polizeilichen Spezialeinheiten stieg. Ab den 2000er Jahren sah man die Waffe in einigen einflussreichen Actionfilmen und den damals neu aufkommenden Videospielen der Kategorie Taktik-Shooter (Beispiel Counter-Strike). Dies verhalf dem M4 Carbine zu Bekanntheit in der breiten Masse. Diese Bekanntheit sorgte oft dafür, dass fälschlicherweise alle kurzen Waffen mit AR-15-System als M4 bezeichnet werden.

## Kritik
Anfang der 2000er Jahre war das M4 Carbine einer besonders harten Kritik ausgesetzt, da ab diesem Zeitpunkt das Modell mehr und mehr für den Fronteinsatz in Irak und Afghanistan eingesetzt wurde, für den es eigentlich nie ausgelegt war. Zudem fielen die Ereignisse in einen Zeitrahmen, in dem es bei Colt einige technische Probleme gab. Zudem wurde das M4A1 vom US SOCOM bei einigen Spezialeinsätzen verwendet, bei einem davon kam es zu einer Waffensprengung eines M4A1. Der Grund hierfür wird bei einer Überhitzung vermutet. Als Provisorium wurde das Colt Model 921HB entwickelt und eingeführt. Der schwerere Lauf sollte ein Überhitzen hinauszögern und eine bessere Präzision bieten. Diese Version des M4A1, die keinen eigenen offiziellen Namen erhielt, wird in der Fachliteratur meist M4A1 SOCOM oder M4A1 HB genannt. Da der schwere Lauf nur unterhalb des Handschutzes dicker ausfällt, ist ein M4A1 SOCOM von außen kaum von einem regulären M4A1 unterscheidbar. Kurz drauf startete das US SOCOM das SCAR-Programm zur Ermittlung eines M4A1-Nachfolgers beim SOCOM. Diese Ausschreibung wurde vom FN SCAR-L gewonnen, das als Mk.16 eingeführt wurde. Jedoch entschied das US SOCOM später, die Mk.16-Modelle auszumustern, da die Waffe nicht genügend Vorteile gegenüber dem M4A1 mit schwerem Lauf bietet.
Die US-Armee gab sich hingegen zufrieden mit dem ursprünglichen M4A1. Es gab jedoch massive Kritik von außerhalb, weshalb mehrere „Extreme Dust Tests“ (deutsch „Extreme Flugsandtests“) durchgeführt wurden. Beim dritten Test schnitt das M4 Carbine als schlechteste Waffe ab. Dies führte unter anderem dazu, dass in der Fachpresse über Monate heiß spekuliert wurde, welches Modell der Nachfolger des M4 Carbine werden könnte. Zudem sprangen einige Firmen auf und boten ihrerseits Neuentwicklungen als Nachfolger des M4 Carbine an, jedoch wichen die Ergebnisse des dritten Flugsandtests sehr von den ersten beiden ab, und eine Untersuchung seitens Colt ergab, dass es sich bei den Modellen der anderen Firmen durchweg um Neuwaffen handelte und der M4 Carbine durch eine gebrauchte Waffe aus den Beständen der US-Armee repräsentiert wurde. Die drei anderen getesteten Waffen waren das XM-8 lightweight assault rifle, das MK-16 combat assault rifle und das HK-416 carabine.

## Zivile Varianten
Mit dem LE6920 (Law Enforcement) bietet Colt eine halbautomatische Version mit 16 Zoll langem Lauf für Behörden und Privatpersonen in den USA an, da der Besitz einer Waffe mit unter 16 Zoll langem Lauf in den USA zusätzliche Genehmigungen erfordert. Neben dem LE6920 mit 16-Zoll-Lauf gibt es noch eine Version mit authentischem M4-Carbine-14,5-Zoll-Lauf, an dessen Ende ein Mündungsfeuerdämpfer dauerhaft verschweißt ist, um rechtlich auf 16 Zoll zu kommen. FNH USA bietet mit dem „Military Collector M4“ ein halbautomatische Version des M4 Carbine mit verschweißtem Mündungsfeuerdämpfer für Sammler an.

## Nachahmungen

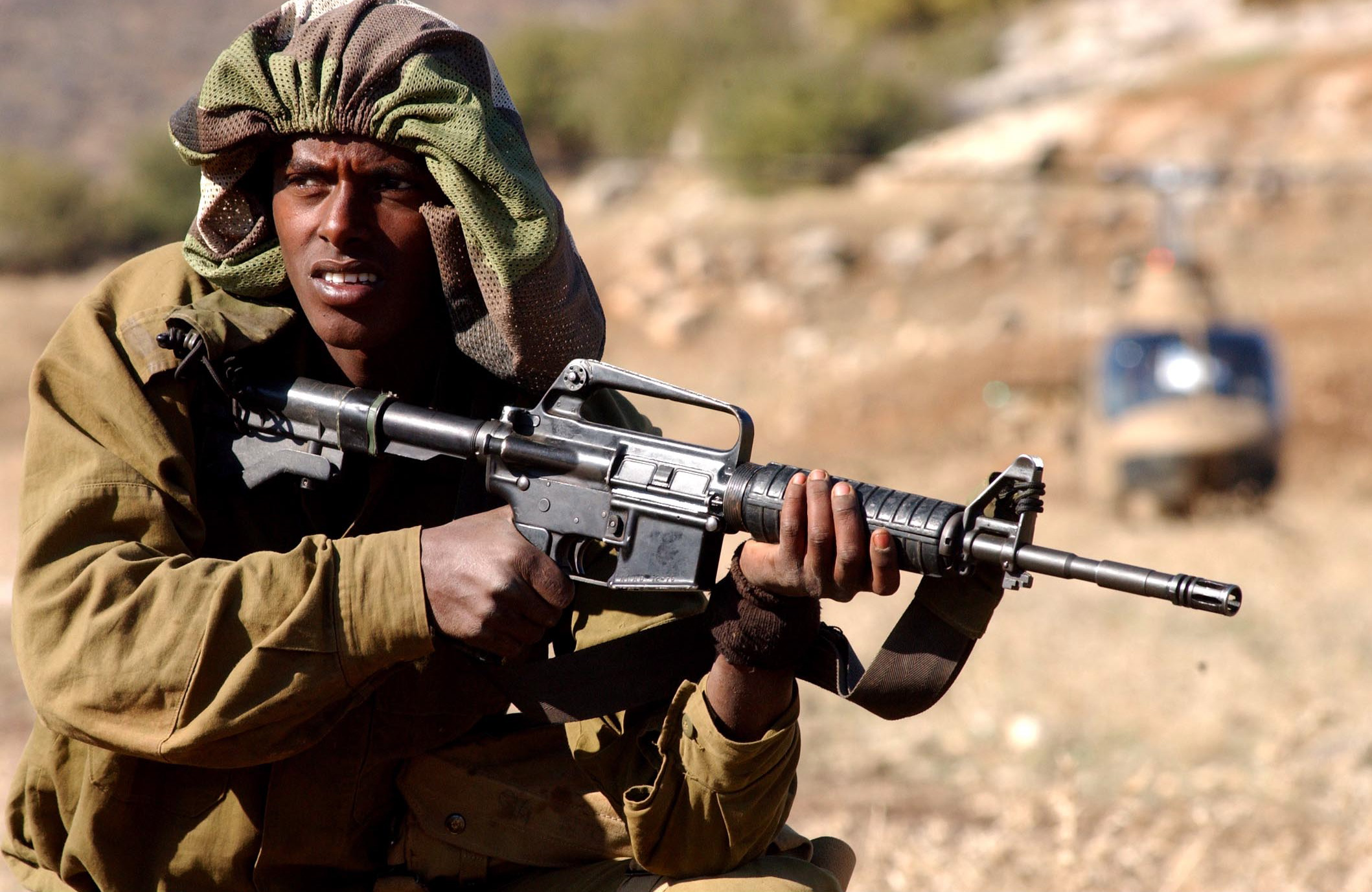
Israelischer Soldat mit Model 653,
oft jedoch als M4 bezeichnet

Wegen der enormen Popularität des M4 Carbine versuchen neben den offiziellen Herstellern Colt und FNH USA auch andere Firmen, ähnliche Produkte auf den militärischen, behördlichen und zivilen Markt zu werfen. Dabei gehen die meisten Firmen jedoch von einer Lizenz für das Colt AR-15- oder M16A2-Gewehr aus und ahmen Waffen mit groben M4-Carbine-Merkmalen nach. Dabei fehlen jedoch oft Merkmale wie die vergrößerten Zuführrampen oder der erhöhte „F“-Kornträger. Bevor Colt den Rechtsstreit mit Heckler & Koch um das Namensrecht am „M4“ verlor, wurden diese Modelle oft unter leicht anderen Namen wie „N4“ (Noveskee) vertrieben. Nachdem der Terminus „M4“ von einem US-Gericht für nicht vom Markenrecht geschützt erklärt worden war, kam eine Vielzahl von M4 genannten Modellen auf den Markt. Diese haben allerdings nichts mit dem US M4 Carbine oder dem Colt M4 zu tun. Oft greifen Länder mit niedrigem Militärbudget auf diese Waffen zurück. So führten die Streitkräfte Georgiens das XM-15 von der Firma Bushmaster offiziell als M4 Carbine ein. Diese wurden jedoch 2017 durch Colt M4 ersetzt. Schließlich begann Georgien in Kooperation mit Israel und den Vereinigten Staaten das GI-4-Sturmgewehr herzustellen. Auch einige Modelle von Colt werden fälschlicherweise als M4 Carbine bezeichnet, so etwa die in Israel benutzten Colt Model 653.